# Francisco Pérez
Francisco Pérez Sanchez (født 22 juli 1978) er en spansk tidligere professionel landevejsrytter.
I 2004 blev Francisco Pérez udelukket fra cykelsport i 18 måneder for EPO misbrug, samt for at være udeblevet fra en dopingtest ved Romandiet Rundt i 2003.